# Béatrice Graf
Béatrice Graf, née le 2 avril 1964 est une percussionniste, organiste et claviériste suisse de jazz fusion et jazz moderne,. 

## Biographie

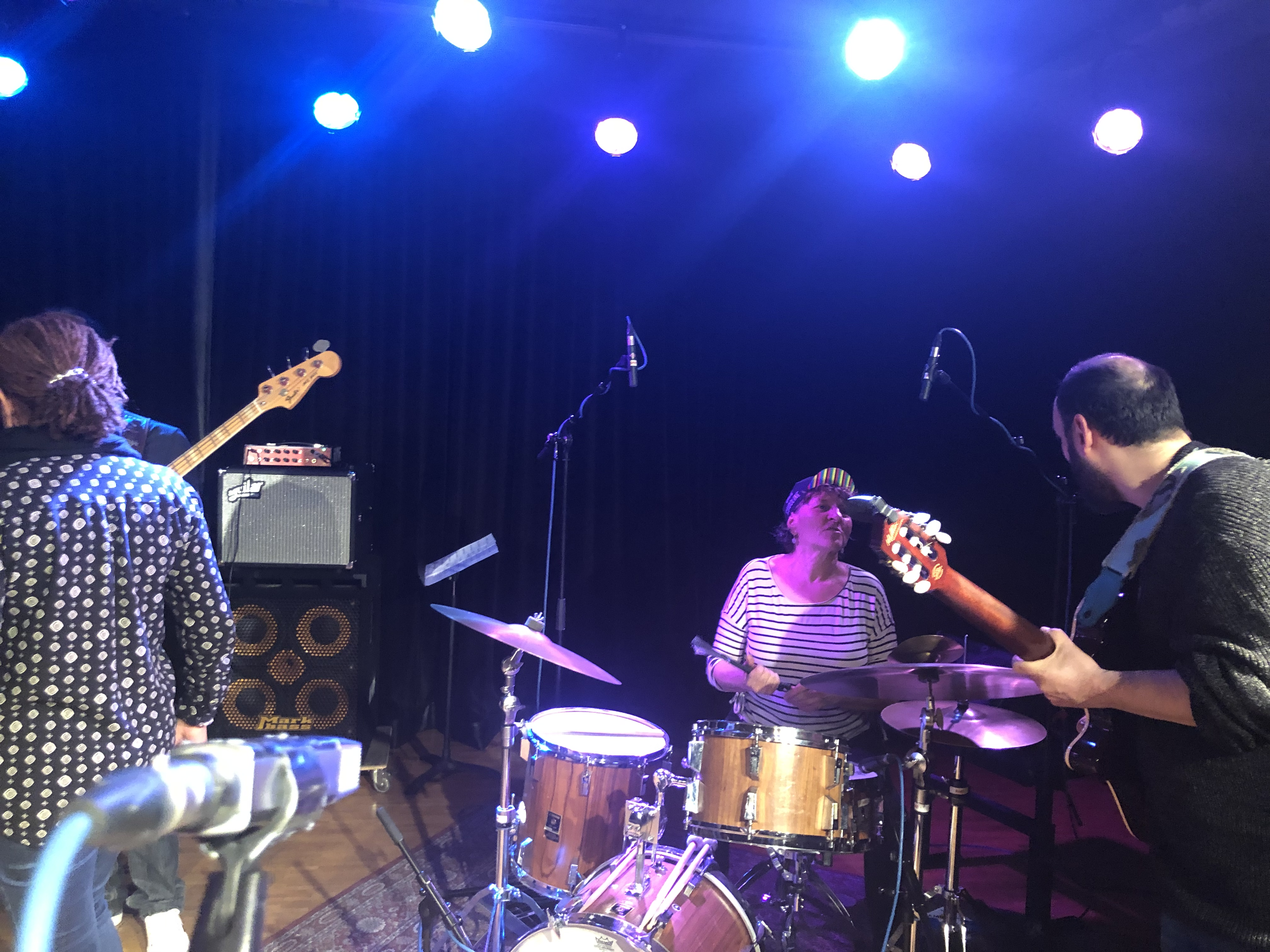
Jam session AMR, Genève 21 mai 2019

Béatrice Graf est née à Nyon en 1964. 
Elle étudie au Conservatoire Populaire de Musique de Genève jusqu'en 1989 et suit les ateliers de Jack DeJohnette, Han Bennink, Peter Erskine et David Holland. Depuis 1992, elle travaille comme musicienne professionnelle dans le genre du rock et de la musique improvisée. Elle est membre du sextet de Peter Schärli et de l'ensemble Four Roses avec Florence Chitacumbi, mais également d'Ester Poly et Country Cooking. 
Elle dirige également son propre groupe et joue en duo avec des musiciens tels que Philippe Ehinger (Beat and Lip), Hélène Corini, Michel Wintsch, Vinz Volanthan, Jan Gordon Lenox et Guillaume Perret.  Elle se produit également en tant que soliste.  Elle travaille avec Co Streiff, Hilaria Kramer et Karoline Höfler dans le quatuor Retrabra.  Les autres musiciens avec lesquels elle a joué sont James Zollar, James Carter, Tom Varner, Steffen Schorn, Al Gray junior, Amampondo, l'Orchestre National du Sénégal, Darius Brubeck et Matthew Brubeck, Corin Curschellas, Hélène Labarrière, Sylvie Courvoisier, Jacques Demierre, Ohad Talmor, Erik Truffaz, Hilde Kappes et Philippe Aerts.   
Elle joue dans des festivals internationaux et donne des concerts en Suisse, en Autriche, en République tchèque, en Allemagne, en Italie, en Belgique, en Grande-Bretagne, en France, au Liechtenstein, en Russie, en Amérique du Nord, en Amérique latine et en Afrique. 
Béatrice Graf se définit comme batteure et indique toucher à tous les styles de musique, sauf la musique classique : jazz, rock, contemporain, electro, et musiques du monde.  Elle milite également en faveur d'une prise de conscience concernant le changement climatique. 
Ses œuvres sont distribuées au niveau international par des labels comme Enja, Unit, Altrisuoni et Bonzai Music.

## Prix et distinctions
En 2019 elle est lauréate du prix Suisse de la musique,.

## Discographie
- Peter Schärli Spécial Sextet feat.  Glenn Ferris et Tom Varner : Hot Peace (2006)
- Beat and Lip (Altrisuoni 2003)
- Quatre Roses : Histoire d'eau (Altrisuoni, 2001, avec Florence Chitacumbi, Florence Melnotte et Karoline Höfler)